# La Fornarina
La Fornarina és un quadre pintat per Rafael entre 1518-1519 i actualment exposat a la Galleria Nazionale d'Arte Antica del palazzo Barberini, a Roma.
És probable que la pintura fos a l'estudi del pintor en el moment de la seva mort, el 1520, i que fos modificada i després venuda pel seu ajudant Giulio Romano. Al segle xvi, aquest retrat va estar a la casa de la comtessa de Santafiora, una noble romana i, en conseqüència, va passar a ser propietat del duc Boncompagni i després de la Galeria Nacional, on encara es troba.
Tradicionalment, s'ha considerat que retrata l'amant semillegendària de Rafael, que també protagonitza el quadre conegut com La Donna velata, conservat a Florència, al palau Pitti. La dona va ser identificada durant el segle xix amb la fornarina ('fornera') Margherita Luti, filla del forner Francesco Luti da Siena. No obstant això, és probable que el veritable sentit de l'obra encara estigui per aclarir.
La dona és representada amb un barret d'estil oriental i els pits nus. Fa el gest de cobrir-se el pit esquerre amb la mà, i està il·luminada per una forta llum artificial que ve de fora. Al braç esquerre, hi té una estreta banda que duu la signatura de l'artista, RAPHAEL URBINAS. Els historiadors d'art i erudits debaten si la mà dreta sobre el pit esquerre revela un tumor de càncer de mama detallat i disfressat en una clàssica posa d'amor. La mirada, particularment fixa, de la jove, contribueix igualment a l'artificialitat de tota la composició. Anàlisis amb rajos X han mostrat que, al fons, originalment hi havia un paisatge d'estil leonardesc amb arbusts de murta, que estava consagrat a Venus en la mitologia clàssica, dea de l'amor i la passió.
L'any 1904 el poeta parnassià català Jeroni Zanné li dedicà un sonet titulat precisament La Fornarina.